# Neuseeländische Davis-Cup-Mannschaft
Die neuseeländische Davis-Cup-Mannschaft ist die Tennisnationalmannschaft Neuseelands. Der Davis Cup ist der wichtigste Wettbewerb für Nationalmannschaften im Herren-Tennis, analog zum Fed Cup bei den Damen.

## Geschichte
Seit 1924 nimmt Neuseeland am Davis Cup teil. Zwischen 1905 und 1922 spielten Neuseeland und Australien in einer gemeinsamen Mannschaft, die damals unter dem Namen Australasien antrat. Diese gemeinsame Mannschaft konnte sechsmal den Davis Cup gewinnen, allerdings werden diese Siege in der heutigen Statistik der australischen Mannschaft zugesprochen. Den dementsprechend größten Erfolg feierte die Mannschaft 1982 mit dem Halbfinaleinzug gegen Frankreich. Erst die fünfte Partie entschied das Finale zugunsten Frankreichs, als Yannick Noah glatt in drei Sätzen gegen Russell Simpson gewann. Erfolgreichster Spieler und gleichzeitig Rekordspieler ist Onny Parun mit insgesamt 30 Siegen bei 25 Teilnahmen.